# Wybory do Rad Dzielnic w Krakowie (2023)
Wybory do Rad Dzielnic miasta Krakowa w 2023 roku – wybory samorządowe, które z mocy uchwały Rady Miasta Krakowa zostały zarządzone 17 maja 2023 roku na dzień 10 grudnia. W wyborach tych wybranych zostało 366 członków Rad osiemnastu dzielnic Krakowa. Frekwencja wyniosła 9,67%.

## Ordynacja
Członków Rad Dzielnic wybiera się w okręgach jednomandatowych. Każda dzielnica jest podzielona na 21 okręgów, z wyjątkiem dzielnic IX Łagiewniki-Borek Fałęcki i XVII Wzgórza Krzesławickie, które są podzielone na 15 okręgów. W każdym z okręgów wybierany jest jeden członek Rady Dzielnicy.
Kadencje Rad trwają 5 lat.
Prawo głosowania (czynne prawo wyborcze) i kandydowania (bierne prawo wyborcze) w wyborach do Rad Dzielnic ma każdy obywatel polski oraz obywatel Unii Europejskiej, który najpóźniej w dniu głosowania kończy 18 lat oraz stale zamieszkuje na obszarze danej dzielnicy.

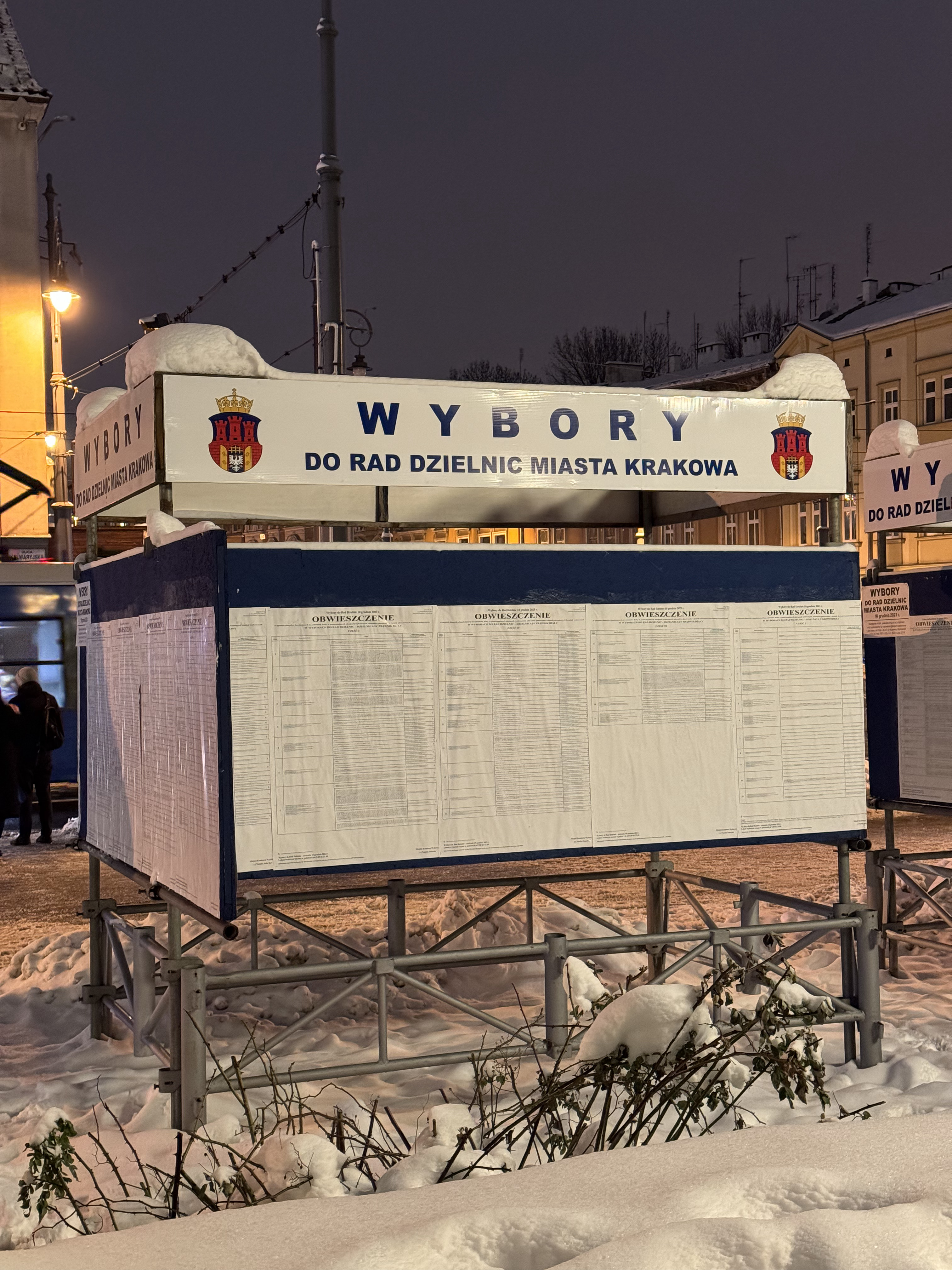
Tablica ogłoszeniowa przy Placu Niepodległości w Krakowie

## Kalendarz wyborczy
- do 9 września – dokonywanie przez Miejskiego Komisarza Wyborczego zmian granic i numerów okręgów wyborczych;
- do 31 października:
  - powołanie dzielnicowych komisji wyborczych,
  - zakończenie przyjmowania zgłoszeń kandydatów na członków Rad Dzielnic,
  - zakończenie przyjmowania zgłoszeń kandydatów do obwodowych komisji wyborczych;
- do 25 listopada – wywieszenie obwieszczeń wyborczych z danymi o kandydatach na miejskich tablicach ogłoszeniowych, oraz w siedzibach obwodowych komisji wyborczych i Urzędu Miasta Krakowa;
- 10 grudnia – wybory do Rad Dzielnic.

## Kandydaci
Dzielnicowe komisje wyborcze zarejestrowały łącznie 1211 kandydatów. 153 spośród nich poparła Platforma Obywatelska, 68 – stowarzyszenie „Kraków dla Mieszkańców”, 7 – partia Lewica Razem.

## Przebieg i wyniki wyborów
Lokale wyborcze były otwarte od 7:00 do 21:00 (niektóre zaś od 15:00 do 21:00). W 11 okręgach, w których liczba zarejestrowanych kandydatów równa była liczbie 1, nie przeprowadzono wyborów.

### Frekwencja
Poniższa tabela przedstawia frekwencję w poszczególnych dzielnicach na podstawie danych z protokołów obwodowych komisji wyborczych wprowadzonych do systemu komputerowego.
| Lp. | Nazwa dzielnicy                       | Frekwencja |
| --- | ------------------------------------- | ---------- |
| 1   | Dzielnica I Stare Miasto              | 10,52%     |
| 2   | Dzielnica II Grzegórzki               | 9,95%      |
| 3   | Dzielnica III Prądnik Czerwony        | 9,24%      |
| 4   | Dzielnica IV Prądnik Biały            | 7,43%      |
| 5   | Dzielnica V Krowodrza                 | 8,17%      |
| 6   | Dzielnica VI Bronowice                | 13,58%     |
| 7   | Dzielnica VII Zwierzyniec             | 14,07%     |
| 8   | Dzielnica VIII Dębniki                | 8,57%      |
| 9   | Dzielnica IX Łagiewniki-Borek Fałęcki | 12,21%     |
| 10  | Dzielnica X Swoszowice                | 11,53%     |
| 11  | Dzielnica XI Podgórze Duchackie       | 8,46%      |
| 12  | Dzielnica XII Bieżanów-Prokocim       | 7,39%      |
| 13  | Dzielnica XIII Podgórze               | 11,47%     |
| 14  | Dzielnica XIV Czyżyny                 | 8,94%      |
| 15  | Dzielnica XV Mistrzejowice            | 8,40%      |
| 16  | Dzielnica XVI Bieńczyce               | 9,42%      |
| 17  | Dzielnica XVII Wzgórza Krzesławickie  | 12,79%     |
| 18  | Dzielnica XVIII Nowa Huta             | 13,30%     |

W całym Krakowie frekwencja wyniosła 9,67%.

### Wyniki w poszczególnych dzielnicach
Rekordową liczbę głosów zdobył Jarosław Matuszczyk (Dzielnica XVIII Nowa Huta – 401 głosów). Z wynikiem mniej niż 20 głosów mandat uzyskali Paweł Gębała (Dzielnica V Krowodrza – 14 głosów) oraz Danuta Nowakowska (15 głosów). 
| Nr okręgu | Wybrany członek Rady     | Liczba głosów             |
| --------- | ------------------------ | ------------------------- |
| 1         | Michał Zawada            | 26                        |
| 2         | Małgorzata Bochenek      | 56                        |
| 3         | Adrian Piechota          | 45                        |
| 4         | Michał Szafraniec        | 50                        |
| 5         | Monika Bieniek           | 66                        |
| 6         | Izabela Chyłek           | 41                        |
| 7         | Weronika Duda            | 33                        |
| 8         | Jan Hoffman              | 56                        |
| 9         | Paulina Kahl-Różankowska | 49                        |
| 10        | Maciej Szubra            | 59                        |
| 11        | Grażyna Świat            | 71                        |
| 12        | Marek Korczak            | 96                        |
| 13        | Wojciech Jakubowski      | 74                        |
| 14        | Monika Bętkowska         | 42                        |
| 15        | Edyta Kruk               | 53                        |
| 16        | Rafał Nowak              | głosowanie nie odbyło się |
| 17        | Barbara Zarzycka-Rzeźnik | 101                       |
| 18        | Marcin Orski             | 111                       |
| 19        | Tomasz Daros             | 111                       |
| 20        | Piotr Batko              | 72                        |
| 21        | Olgierd Sęczek           | 60                        |

| Nr okręgu | Wybrany członek Rady | Liczba głosów |
| --------- | -------------------- | ------------- |
| 1         | Mieczysław Czytajło  | 85            |
| 2         | Karol Zawiślak       | 81            |
| 3         | Jakub Czołowski      | 70            |
| 4         | Marta Pogan          | 79            |
| 5         | Kwiatek Karol        | 126           |
| 6         | Michał Kowalówka     | 41            |
| 7         | Łukasz Derdziński    | 65            |
| 8         | Teresa Cichoń        | 29            |
| 9         | Adam Bielarz         | 58            |
| 10        | Violetta Zapiór      | 68            |
| 11        | Eliza Palka-Grochal  | 75            |
| 12        | Michał Skoczeń       | 114           |
| 13        | Jarosław Świech      | 94            |
| 14        | Grzegorz Finowski    | 64            |
| 15        | Małgorzata Ciemięga  | 59            |
| 16        | Marta Fujak          | 50            |
| 17        | Monika Firlej        | 85            |
| 18        | Paweł Stachowiec     | 73            |
| 19        | Kamila Stalmach      | 77            |
| 20        | Szymon Szlachta      | 60            |
| 21        | Małgorzata Włoszczyk | 49            |

| Nr okręgu | Wybrany członek Rady      | Liczba głosów |
| --------- | ------------------------- | ------------- |
| 1         | Małgorzata Radoń          | 48            |
| 2         | Marcin Borek              | 219           |
| 3         | Joanna Pierzchała-Cempura | 59            |
| 4         | Karol Ślęczek             | 108           |
| 5         | Stanisław Skrzyński       | 54            |
| 6         | Franciszek Kasznik        | 91            |
| 7         | Anna Krawczyk-Gorbatiuk   | 163           |
| 8         | Marcin Smolski            | 94            |
| 9         | Henryk Wypych             | 83            |
| 10        | Anna Wantuch              | 60            |
| 11        | Elżbieta Sieja            | 34            |
| 12        | Piotr Majak               | 46            |
| 13        | Maciej Kalemba            | 83            |
| 14        | Paweł Wójcik              | 104           |
| 15        | Małgorzata Janiec         | 85            |
| 16        | Anna Bałdyga              | 140           |
| 17        | Maria Kurek               | 51            |
| 18        | Piotr Moskala             | 187           |
| 19        | Mateusz Drożdż            | 104           |
| 20        | Jacek Wojs                | 83            |
| 21        | Rafał Terkalski           | 83            |

| Nr okręgu | Wybrany członek Rady  | Liczba głosów |
| --------- | --------------------- | ------------- |
| 1         | Dominika Borowiec     | 75            |
| 2         | Ewelina Dziwak        | 288           |
| 3         | Jakub Kosek           | 192           |
| 4         | Joanna Marcela        | 102           |
| 5         | Szymon Lidwin         | 111           |
| 6         | Michał Kończakowski   | 88            |
| 7         | Jakub Kornecki        | 104           |
| 8         | Grzegorz Chmurzyński  | 77            |
| 9         | Joanna Kowacka-Kraj   | 61            |
| 10        | Tomasz Zarudzki       | 115           |
| 11        | Kamila Nosiadek       | 102           |
| 12        | Dominika Miska        | 135           |
| 13        | Szymon Komoń          | 81            |
| 14        | Andrzej Koluch        | 118           |
| 15        | Dariusz Partyka       | 108           |
| 16        | Dominik Franczak      | 108           |
| 17        | Michał Żurek          | 89            |
| 18        | Aleksandra Piotrowska | 80            |
| 19        | Jerzy Stochel         | 153           |
| 20        | Barbara Polna         | 161           |
| 21        | Jakub Przybycień      | 122           |

| Nr okręgu | Wybrany członek Rady     | Liczba głosów                 |
| --------- | ------------------------ | ----------------------------- |
| 1         | Piotr Klimowicz          | 59                            |
| 2         | Maciej Żmuda             | 67                            |
| 3         | Marcin Grega             | 69                            |
| 4         | Piotr Polończyk          | 47                            |
| 5         | Paweł Gębala             | 14                            |
| 6         | Stanisław Wilk           | 92                            |
| 7         | Łukasz Mańczyk           | 88                            |
| 8         | Daniel Wiśniowski        | głosowania nie przeprowadzono |
| 9         | Mariusz Bembenek         | 60                            |
| 10        | Mateusz Jaśko            | 86                            |
| 11        | Lech Mikulski            | 41                            |
| 12        | Joanna Wendorff          | 58                            |
| 13        | Mikołaj Prochownik       | 38                            |
| 14        | Ewa Bigosz-Lassota       | 48                            |
| 15        | Alina Obrębska           | 28                            |
| 16        | Magdalena Roszczynialska | 47                            |
| 17        | Agnieszka Ochmańska      | 30                            |
| 18        | Anna Pojałowska          | 68                            |
| 19        | Tomasz Friediger         | 34                            |
| 20        | Jakub Karpiński          | 66                            |
| 21        | Katarzyna Kwaśniak       | 67                            |

| Nr okręgu | Wybrany członek Rady          | Liczba głosów |
| --------- | ----------------------------- | ------------- |
| 1         | Tomasz Fabiańczyk             | 55            |
| 2         | Adam Goch                     | 83            |
| 3         | Marcin Kotek                  | 78            |
| 4         | Marta Drużkowska              | 161           |
| 5         | Grzegorz Jasiński             | 143           |
| 6         | Michał Płaza                  | 91            |
| 7         | Marcin Rzeszowski             | 107           |
| 8         | Agata Pasionek-Sacha          | 50            |
| 9         | Janusz Sitarski               | 60            |
| 10        | Anna Grabowska                | 33            |
| 11        | Waldemar Antosiewicz          | 66            |
| 12        | Jacek Stolarczyk              | 63            |
| 13        | Wojciech Borkowski            | 46            |
| 14        | Konrad Lukaj                  | 61            |
| 15        | Stefan Suliński               | 82            |
| 16        | Katarzyna Frankiewicz-Oprocha | 85            |
| 17        | Bogdan Smok                   | 121           |
| 18        | Małgorzata Turek              | 111           |
| 19        | Tomasz Pytko                  | 54            |
| 20        | Łukasz Krajewski              | 123           |
| 21        | Margareta Perčić              | 46            |

| Nr okręgu | Wybrany członek Rady           | Liczba głosów |
| --------- | ------------------------------ | ------------- |
| 1         | Anna Rozpędzik                 | 83            |
| 2         | Iwona Kubacka                  | 112           |
| 3         | Dagmara Nizioł                 | 76            |
| 4         | Magdalena Mardyła              | 60            |
| 5         | Agnieszka Frankowska           | 91            |
| 6         | Witold Górny                   | 217           |
| 7         | Izabela Gołębiowska            | 46            |
| 8         | Grzegorz Naprawski             | 33            |
| 9         | Łukasz Filipiak                | 40            |
| 10        | Julia Mach                     | 94            |
| 11        | Tomasz Jakubowski              | 58            |
| 12        | Szczęsny Filipiak              | 56            |
| 13        | Katarzyna Brückman de Renstrom | 68            |
| 14        | Marek Sikora                   | 42            |
| 15        | Paweł Kowalski                 | 82            |
| 16        | Marta Krążyńska                | 60            |
| 17        | Jerzy Milej                    | 31            |
| 18        | Maciej Tumidajski              | 39            |
| 19        | Paweł Kajfasz                  | 49            |
| 20        | Krzysztof Kwarciak             | 37            |
| 21        | Marcin Kapusta                 | 66            |

| Nr okręgu | Wybrany członek Rady | Liczba głosów |
| --------- | -------------------- | ------------- |
| 1         | Stanisław Prochwicz  | 128           |
| 2         | Gabriela Głownia     | 264           |
| 3         | Piotr Chmielarczyk   | 114           |
| 4         | Sławomir Siekacz     | 86            |
| 5         | Łukasz Balon         | 115           |
| 6         | Piotr Rusocki        | 189           |
| 7         | Filip Teter          | 89            |
| 8         | Łukasz Biniszewski   | 47            |
| 9         | Urszula Twardzik     | 51            |
| 10        | Dariusz Badurski     | 64            |
| 11        | Halina Mikołajska    | 90            |
| 12        | Wojciech Firek       | 114           |
| 13        | Piotr Turcza         | 44            |
| 14        | Arkadiusz Puszkarz   | 123           |
| 15        | Renata Piętka        | 100           |
| 16        | Elżbieta Pytlarz     | 154           |
| 17        | Marcin Kłos          | 107           |
| 18        | Piotr Płonka         | 86            |
| 19        | Judyta Pyzik         | 104           |
| 20        | Mateusz Czapla       | 182           |
| 21        | Paweł Bystrowski     | 64            |

| Nr okręgu | Wybrany członek Rady | Liczba głosów                 |
| --------- | -------------------- | ----------------------------- |
| 1         | Jerzy Bętkowski      | 64                            |
| 2         | Artur Surówka        | 59                            |
| 3         | Paweł Heyduk         | 71                            |
| 4         | Marek Kocajda        | 59                            |
| 5         | Tomasz Kozłowski     | 89                            |
| 6         | Bogusław Gołas       | 115                           |
| 7         | Maciej Bała          | 84                            |
| 8         | Renata Świędrych     | 83                            |
| 9         | Krzysztof Mitras     | 69                            |
| 10        | Wojciech Migdał      | głosowania nie przeprowadzono |
| 11        | Danuta Nowakowska    | 15                            |
| 12        | Marek Brożek         | 40                            |
| 13        | Jan Pietras          | 64                            |
| 14        | Mariola Hurko        | 43                            |
| 15        | Ewa Nowak            | 54                            |

| Nr okręgu | Wybrany członek Rady  | Liczba głosów                 |
| --------- | --------------------- | ----------------------------- |
| 1         | Andrzej Drąg          | 27                            |
| 2         | Adam Rymont           | 53                            |
| 3         | Andrzej Łatka         | 64                            |
| 4         | Agnieszka Pogoda-Tota | 42                            |
| 5         | Joanna Zawiła         | 28                            |
| 6         | Grażyna Bubula        | 94                            |
| 7         | Tadeusz Murzyn        | 103                           |
| 8         | Waldemar Domański     | 65                            |
| 9         | Elżbieta Dąbska       | 45                            |
| 10        | Angelika Kuczaj       | 131                           |
| 11        | Dariusz Rejek         | 42                            |
| 12        | Dominik Galas         | 107                           |
| 13        | Jan Mikuła            | głosowania nie przeprowadzono |
| 14        | Bożena Zając          | 90                            |
| 15        | Andrzej Adamus        | 88                            |
| 16        | Dorota Kozak          | głosowania nie przeprowadzono |
| 17        | Artur Markiewicz      | głosowania nie przeprowadzono |
| 18        | Józef Dziedzic        | głosowania nie przeprowadzono |
| 19        | Jarosław Surówka      | 72                            |
| 20        | Bogumił Bania         | 208                           |
| 21        | Artur Zawadzki        | 61                            |

| Nr okręgu | Wybrany członek Rady  | Liczba głosów |
| --------- | --------------------- | ------------- |
| 1         | Adam Zabdyr           | 126           |
| 2         | Adam Siatka           | 121           |
| 3         | Roman Łabaj           | 71            |
| 4         | Agata Śleszyńska      | 97            |
| 5         | Jacek Wilk            | 94            |
| 6         | Magdalena Soja        | 50            |
| 7         | Artur Ławrowski       | 65            |
| 8         | Krzysztof Kot         | 77            |
| 9         | Beata Pietrzyk        | 69            |
| 10        | Adam Łach             | 48            |
| 11        | Janusz Banaś          | 62            |
| 12        | Marcin Burek          | 191           |
| 13        | Grzegorz Garboliński  | 137           |
| 14        | Daniel Starnowski     | 70            |
| 15        | Adam Mildner          | 132           |
| 16        | Michał Barnaś         | 33            |
| 17        | Kazimierz Bożek       | 60            |
| 18        | Dominik Homa          | 71            |
| 19        | Łukasz Prusiewicz     | 42            |
| 20        | Tadeusz Zgud          | 46            |
| 21        | Katarzyna Chachlowska | 105           |

| Nr okręgu | Wybrany członek Rady | Liczba głosów                 |
| --------- | -------------------- | ----------------------------- |
| 1         | Sebastian Rutkowski  | 92                            |
| 2         | Zbigniew Kwiatkowski | 105                           |
| 3         | Agata Gwiazda        | 170                           |
| 4         | Beata Olszewska      | 91                            |
| 5         | Grażyna Fijałkowska  | 87                            |
| 6         | Michał Kruk          | 105                           |
| 7         | Zbigniew Czarnota    | 67                            |
| 8         | Konrad Spryńca       | 125                           |
| 9         | Krzysztof Rozmus     | 258                           |
| 10        | Rafał Buchelt        | głosowania nie przeprowadzono |
| 11        | Małgorzata Lasota    | 31                            |
| 12        | Jan Tworzydło        | 107                           |
| 13        | Janusz Zadwórny      | 95                            |
| 14        | Przemysław Mik       | 66                            |
| 15        | Barbara Leśniak      | 89                            |
| 16        | Dariusz Miksiewicz   | 119                           |
| 17        | Zbigniew Kożuch      | 128                           |
| 18        | Patrycja Bień        | 88                            |
| 19        | Marcin Lenda         | 89                            |
| 20        | Jacek Małek          | 134                           |
| 21        | Marek Węgrzyn        | 71                            |

| Nr okręgu | Wybrany członek Rady | Liczba głosów                 |
| --------- | -------------------- | ----------------------------- |
| 1         | Krzysztof Putyra     | 74                            |
| 2         | Łukasz Grodzicki     | 111                           |
| 3         | Igor Jurkowski       | 65                            |
| 4         | Tomasz Kołomyjski    | 55                            |
| 5         | Filip Piwowarczyk    | 93                            |
| 6         | Barbara Baran        | 59                            |
| 7         | Anna Gulińska        | 81                            |
| 8         | Maciej Fijak         | 134                           |
| 9         | Jacek Młynarz        | 131                           |
| 10        | Mikołaj Kasiej       | 51                            |
| 11        | Tomasz Łazarów       | 75                            |
| 12        | Grzegorz Kompa       | 115                           |
| 13        | Szymon Toboła        | głosowania nie przeprowadzono |
| 14        | Emilia Pacia         | 44                            |
| 15        | Grażyna Ligęza       | 70                            |
| 16        | Tomasz Walkiewicz    | 72                            |
| 17        | Rafał Zawiślak       | 179                           |
| 18        | Katarzyna Lasota     | 81                            |
| 19        | Anna Caputa          | 107                           |
| 20        | Tomasz Paliś         | 117                           |
| 21        | Andrzej Radwan       | 156                           |

| Nr okręgu | Wybrany członek Rady | Liczba głosów |
| --------- | -------------------- | ------------- |
| 1         | Marek Ziemiański     | 92            |
| 2         | Filip Cichor         | 44            |
| 3         | Łukasz Cieślik       | 78            |
| 4         | Anna Brydniak        | 82            |
| 5         | Paweł Dobrowolski    | 139           |
| 6         | Anna Czajkowska      | 21            |
| 7         | Jolanta Szatko-Nowak | 140           |
| 8         | Łukasz Hodor         | 66            |
| 9         | Sławomir Bieniek     | 36            |
| 10        | Paweł Meysztowicz    | 140           |
| 11        | Marcin Janicki       | 51            |
| 12        | Bogdan Krupa         | 75            |
| 13        | Grzegorz Ronij       | 80            |
| 14        | Grzegorz Mączka      | 64            |
| 15        | Anna Diakowicz       | 48            |
| 16        | Roman Kempiński      | 65            |
| 17        | Anna Gieras          | 73            |
| 18        | Wiktor Hunek         | 26            |
| 19        | Adam Horbatowski     | 41            |
| 20        | Dawid Liszka         | 44            |
| 21        | Bożena Stanek        | 133           |

| Nr okręgu | Wybrany członek Rady | Liczba głosów |
| --------- | -------------------- | ------------- |
| 1         | Maciej Cieślik       | 66            |
| 2         | Bogdan Kusior        | 178           |
| 3         | Konrad Maciejowski   | 57            |
| 4         | Piotr Żołyniak       | 122           |
| 5         | Marek Hohenauer      | 113           |
| 6         | Monika Dziugan       | 134           |
| 7         | Karol Pęczek         | 158           |
| 8         | Sławomir Dymacz      | 109           |
| 9         | Genowefa Głowiak     | 70            |
| 10        | Jerzy Adaszyński     | 67            |
| 11        | Agnieszka Madoń      | 91            |
| 12        | Anna Trzoniec        | 196           |
| 13        | Tomasz Szmyd         | 32            |
| 14        | Grzegorz Guśtak      | 96            |
| 15        | Zenon Wojnar         | 107           |
| 16        | Patryk Brózda        | 78            |
| 17        | Krzysztof Bąk        | 105           |
| 18        | Jakub Cieśla         | 53            |
| 19        | Grzegorz Gil         | 159           |
| 20        | Andrzej Bularz       | 62            |
| 21        | Janusz Pasik         | 121           |

| Nr okręgu | Wybrany członek Rady | Liczba głosów |
| --------- | -------------------- | ------------- |
| 1         | Antoni Konstanty     | 51            |
| 2         | Kamil Bartosik       | 77            |
| 3         | Marek Wawrzynkiewicz | 40            |
| 4         | Sławomir Wójtowicz   | 47            |
| 5         | Grzegorz Król        | 112           |
| 6         | Marcin Bursa         | 122           |
| 7         | Robert Adamek        | 52            |
| 8         | Grzegorz Jeżowski    | 82            |
| 9         | Izabela Kochańska    | 43            |
| 10        | Lucyna Skoczeń       | 54            |
| 11        | Bożena Dziedzic      | 63            |
| 12        | Piotr Opozda         | 196           |
| 13        | Andrzej Buczkowski   | 68            |
| 14        | Łukasz Wabik         | 117           |
| 15        | Waldemar Kordyl      | 46            |
| 16        | Wioletta Rynkiewicz  | 80            |
| 17        | Zygmunt Bińczycki    | 87            |
| 18        | Sławomir Góra        | 52            |
| 19        | Wojciech Gruchała    | 60            |
| 20        | Renata Połomska      | 127           |
| 21        | Marcin Permus        | 222           |

| Nr okręgu | Wybrany członek Rady  | Liczba głosów                 |
| --------- | --------------------- | ----------------------------- |
| 1         | Wiesław Wojnarski     | 164                           |
| 2         | Katarzyna Cudek       | 46                            |
| 3         | Katarzyna Frankiewicz | głosowania nie przeprowadzono |
| 4         | Paweł Mleczko         | 93                            |
| 5         | Grzegorz Czekaj       | 103                           |
| 6         | Waldemar Wołoch       | 31                            |
| 7         | Alina Sudoł           | 50                            |
| 8         | Lucyna Madej          | 35                            |
| 9         | Sebastian Adamczyk    | 106                           |
| 10        | Andrzej Dziedzic      | 144                           |
| 11        | Stanisław Stroński    | 65                            |
| 12        | Marcin Sudoł          | 48                            |
| 13        | Jan Zabagło           | głosowania nie przeprowadzono |
| 14        | Jerzy Wójcik          | 238                           |
| 15        | Zbigniew Rajski       | 169                           |

| Nr okręgu | Wybrany członek Rady              | Liczba głosów |
| --------- | --------------------------------- | ------------- |
| 1         | Józef Szuba                       | 327           |
| 2         | Jarosław Suski                    | 146           |
| 3         | Amelia Juszczak-Michalska         | 82            |
| 4         | Andrzej Kowalik                   | 176           |
| 5         | Iwona Sewiło                      | 142           |
| 6         | Mariusz Natkaniec                 | 153           |
| 7         | Tomasz Kudelski                   | 53            |
| 8         | Marcin Szoturma                   | 64            |
| 9         | Marcin Pawlik                     | 148           |
| 10        | Edward Jan Porębski               | 98            |
| 11        | Bartłomiej Czerniawski            | 100           |
| 12        | Krzysztof Stanisław Marcinkiewicz | 105           |
| 13        | Rafał Brzeziński                  | 57            |
| 14        | Bogumiła Drabik                   | 90            |
| 15        | Mariusz Woda                      | 100           |
| 16        | Łukasz Zarodkiewicz               | 100           |
| 17        | Marta Bielecka-Woźniak            | 135           |
| 18        | Sebastian Piekarek                | 83            |
| 19        | Agnieszka Dorota Żołądź           | 271           |
| 20        | Jan Pyż                           | 269           |
| 21        | Jarosław Matuszczyk               | 401           |

## Kontrowersje
Frekwencja w wyborach do Rad Dzielnic jest oceniana jako słaba. Spośród przyczyn niskiej frekwencji wskazuje się niedopuszczalność łączenia wyborów do jednostek pomocniczych z jakimikolwiek innymi wyborami, wprowadzoną zmianą ustawy o samorządzie gminnym, za późne nagłośnienie oraz zbyt niski budżet dzielnic.